# Lola Johnson
 (avril 2024).
Si vous disposez d'ouvrages ou d'articles de référence ou si vous connaissez des sites web de qualité traitant du thème abordé ici, merci de compléter l'article en donnant les références utiles à sa vérifiabilité et en les liant à la section « Notes et références ».
Dolores Johnson Sastre, plus connue comme Lola Johnson, née à Valence en 1969,  est une femme politique et journaliste valencienne, affiliée au Parti populaire (PP). 
Elle est déléguée au tourisme, culture et sport de la Généralité valencienne et porte-parole de son Conseil (2011-2012).

## Biographie
Elle naît à Valence d'un père équato-guinéen et d'une mère valencienne.
Elle est diplômée en droit à l'université de Valence.
En 1994, elle présente une émission sur Canal Nou, En primera persona, qui rencontre un faible succès et reste éphémère.
En 2002, elle devient directrice de Canal 37, une chaîne de télévision locale d'Alicante.
En 2004, avec l'arrivée de Francisco Camps à la présidence de la généralité valencienne, elle est nommée directrice de Punt 2, la  seconde chaîne de télévision publique valencienne, et présente l'émission Encontres.
Fin 2007, après la réélection de Camps, elle est nommée sdirectrice de l'information de la RTVV, en remplacement de Lluis Motes. Elle est à ce poste lorsqu'éclate l'affaire Gürtel, scandale politico-financier dans lequel sont impliqués plusieurs personnalités du PP valencien et dont le traitement médiatique par la RTVV fait l'objet de vives critiques mettant en cause sa partialité, émanant notamment des syndicats du groupe. L'audience de Canal Nou atteint des minima historiques. En novembre 2009, elle est nommée directrice de Televisió Valenciana, entité qui regroupe les services de télévision de la RTVV. 
En juin 2011, elle entre en politique en étant nommée déléguée au tourisme, à la culture et au sport de la généralité et porte-parole du conseil, sous la présidence de Camps. Après la démission de ce dernier un mois plus tard, le nouveau président Alberto Fabra la confirme dans ces charges, mais la remplace en nommant José Císcar nouveau porte-parole en décembre.